# Municipio de Sandy Lake
El municipio de Sandy Lake  (en inglés: Sandy Lake Township) es un municipio ubicado en el condado de Mercer en el estado estadounidense de Pensilvania. En el año 2000 tenía una población de 1.248 habitantes y una densidad poblacional de 20.0 personas por km².

## Geografía
El municipio de Sandy Lake se encuentra ubicado en las coordenadas 41°22′36″N 80°05′59″O / 41.37667, -80.09972.

## Demografía
Según la Oficina del Censo en 2000 los ingresos medios por hogar en la localidad eran de $39,896 y los ingresos medios por familia eran $46,528. Los hombres tenían unos ingresos medios de $38,056 frente a los $21,324 para las mujeres. La renta per cápita para la localidad era de $19,140. Alrededor del 10,8% de la población estaban por debajo del umbral de pobreza.